# Jul, jul, strålande jul
För andra betydelser, se Jul, jul, strålande jul (olika betydelser).
Jul, jul, strålande jul är en julsång med text av Edvard Evers och musik av Gustaf Nordqvist. Musiken komponerades 1920 och omarbetades för kör 1940.
Musiken är komponerad dels för soloröst, alternativt unison kör och orgel eller piano, dels för kör. Den utgavs första gången på musikförlaget Abraham Lundquist AB.
Sången finns också på engelska. Den heter då "Wonderful Peace" med text av Norman Luboff.
Evers dikt har även använts som underlag till ett körarrangemang av tonsättaren Hugo Hammarström. 

## Inspelningar
Den första kända inspelningen dateras tillbaka till 1924 med Strandbergs kvartett, då den var B-sida till singeln Hosianna. Flera körer, artister och grupper har spelat in den på skiva, bland annat Göteborgs Gosskör, Linköpings Studentsångare, Orphei Drängar (1991) , Stockholms Studentsångare, Anki Bagger (1990), Sofia Källgren, Tommy Körberg (1989), Göran Lindberg (1995), Jan Malmsjö (1991), The Real Group, Cyndee Peters (1986) och Thorleifs (1998) . En inspelning av Christer Sjögren tog sig in på Svensktoppen den 14 december 2002 och nådde sjunde plats. 2008 spelades sången in av Amy Diamond på julalbumet En helt ny jul. E.M.D. tolkade sången på julalbumet Välkommen hem 2009, och 2010 tolkades den av Sanna, Shirley, Sonja på albumet Vår jul. Pernilla Wahlgren släppte sin tolkning på både svenska och engelska 2012 på albumet "Holiday with You". Därutöver finns en mängd andra inspelningar.

## Publikation
- Julens önskesångbok, 1997, under rubriken "Traditionella julsånger".